# Epidendrum punense
Epidendrum punense är en orkidéart som beskrevs av Eric Hágsater och Dodson. Epidendrum punense ingår i släktet Epidendrum och familjen orkidéer.
Artens utbredningsområde är Ecuador. Inga underarter finns listade i Catalogue of Life.